# Chiesa di San Biagio (Comiso)
La chiesa di San Biagio vescovo e martire, patrono di Comiso, è un luogo di culto cattolico.

## Storia
Il culto a San Biagio a Comiso è tra i più antichi insieme a quello di San Nicola, ed è legato alla presenza di una comunità bizantina nei pressi del quartiere di Abraxia's dell'antica Comicio. 
Nel 1500 iniziarono i lavori per la costruzione di una nuova chiesa dedicata al santo. Essa fu edificata sulle rovine di una preesistente chiesa basilide del III-IV secolo, a sua volta incorporate nelle originarie strutture di una chiesa romanica.
Dalle cronache dell'abate Amico si apprende che il tempio romanico era a tre navate con una cupola centrale, tali strutture andarono però distrutte a causa del terremoto del 1693, che colpì tutta la val di Noto. 
Quindi intorno al 1700 si procedette alla ricostruzione di un nuovo tempio ad una sola navata, che è quello che ancora oggi possiamo ammirare.

## Descrizione
La chiesa è ad un'unica navata e si erge su un'imponente scalinata. Sulla facciata, edificata in pietra locale, si apre un elegante e raffinato portale d'ingresso della seconda metà del Settecento, opera dei maestri scalpellini comisani. Il tempio è arricchito da un grazioso campanile decorato con cotti smaltati e da una statua collocata all'esterno raffigurante il santo protettore della città risalente al 1736.
All'interno possiamo ammirare diverse opere:
- due tele del monrealese Pietro Novelli, Santa Teresa transverberata e la Gloria di Gesù e Maria, entrambe provenienti dall'antico monastero di Regina Coeli;
- una madonna con putto e san Francesco del 1714;
- sulla volta sono raffigurate scene della vita di san Biagio, opera del pittore Gaetano Di Stefano di Chiaramonte e del comisano Giuseppe La Leta;